# Silvan Zurbriggen
Silvan Zurbriggen (Brig, 15. kolovoza 1981.) je švicarski alpski skijaš. 
Silvan je osvojio brončanu medalju na Olimpijskim igrama u Vancouveru 2010. godine u superkombinaciji. Od većih uspjeha u karijeri mu je i osvojena srebrena medalja na Svjetskom prvenstvu u St. Moritzu 2003. godine u slalomu.

## Pobjede u Svjetskom kupu (2)
| Broj | Nadnevak           | Skijalište | Disciplina       |
| ---- | ------------------ | ---------- | ---------------- |
| 1.   | 25. siječnja 2009. | Kitzbühel  | Superkombinacija |
| 2.   | 18. prosinca 2010. | Gröden     | Spust            |

## Vanjske poveznice
- Osobna stranica
- SKI db profil